# The Boondocks (bande dessinée)
 (août 2024).
Si vous disposez d'ouvrages ou d'articles de référence ou si vous connaissez des sites web de qualité traitant du thème abordé ici, merci de compléter l'article en donnant les références utiles à sa vérifiabilité et en les liant à la section « Notes et références ».
Pour la série télévisée adaptée du comics, voir The Boondocks.
The Boondocks est un comic strip créé en 1996 par Aaron McGruder et diffusé aux États-Unis de 1999 à 2006 par l'Universal Press Syndicate. Il décrit la communauté afro-américaine et ses rapports avec la communauté blanche à travers le regard d'Huey Freeman, un garçon de dix ans. C'est l'un des seuls comic strips américains à avoir comme personnages principaux des Afro-Américains.
La bande dessinée a été critiquée par les lobbys noirs comme blancs et fut jugée anti-patriotique par beaucoup après les attentats du 11 septembre 2001. Le strip critiqua en effet « l'élan patriotique », les mesures anti-terroristes du gouvernement américain et dénonça les liens de la famille de George H. W. Bush, de Ronald Reagan et de la CIA avec Oussama ben Laden et les Talibans.
Les droits télévisuels et cinématographiques ont été achetés par Sony, et le premier épisode a été diffusé le 6 novembre 2005 aux USA durant l'émission Adult Swim sur la chaine Cartoon Network. Trois saisons ont été diffusées. En 2011, une quatrième saison a été annoncée. La série a été diffusée en France sur MCM et au Québec sur Télétoon.

## Synopsis
L'histoire raconte les aventures de Huey Freeman et de son frère Riley. Les garçons sont des Afro-Américains sortis de leur quartier chaud de Chicago par leur grand-père qui les installe avec lui dans une banlieue riche de majorité blanche nommée Woodcrest. Les situations rocambolesques sont créées lorsque Huey, aux opinions imprégnées du mouvement radical des décennies précédentes, entre en conflit avec les différentes personnes de la communauté.

## Personnages principaux
Huey Freeman
Un garçon de dix ans sacrément mature pour son âge, souvent touchant mais à la fois un peu naïf comme tous les enfants de son âge, et c'est ce qui le rend si drôle. Il vitupère constamment contre l'ignorance et les comportements qui gangrènent la communauté afro-américaine. Les médias (notamment Black Entertainment Television, la chaîne afro-américaine de divertissement, et Fox News, la chaîne d'informations très pro-républicaine) sont ses cibles principales. Il est clairement révolutionnaire dans son approche et dans ses références. Il est très cultivé car il lit beaucoup, mais ses proches ont parfois du mal à le suivre. Son nom provient de Huey P. Newton, le cofondateur du mouvement Black Panther. Quant à Freeman, il fait très probablement référence à l'un des slogans de l'organisation, Free Huey (« Libérez Huey »).
Riley Freeman
Contrairement à son frère, Riley n'est pas intéressé par la situation des noirs aux États-Unis, ou par la propagande médiatique des chaînes de télévision. Il est un pur produit de la télévision, des clips de rap bling-bling et de la société de consommation. Il est tellement sous influence qu'il se fait appeler Riley « Escobar » (en référence au trafiquant de drogue Pablo Escobar). Pour son plus grand plaisir, il est le petit caïd du quartier.
Michael Caesar
Venant de Brooklyn, il arrive à Woodcrest au cours de l'histoire. C'est le meilleur ami de Huey et il adhère aux principes de ce dernier. Cependant, il est beaucoup plus optimiste et joyeux.
Jazmine DuBois
C'est l'amie de Huey. Elle est métisse et un peu perdue entre ses parents qui veulent l'élever comme un symbole de la réconciliation entre les races et la réalité de la société américaine où l'appartenance raciale est prédominante. Fascinée par Huey, elle l'est bien moins par les enjeux qu'il essaie de lui faire comprendre. Très complexée par sa chevelure afro, sa naïveté mise en opposition avec la froide lucidité de Huey la rend très drôle et très rafraichissante.
Cindy McPhearson
Petite fille blanche, elle adore la culture afro-américaine populaire, en particulier le rap. Malgré cela, elle n'avait jamais vu de noirs en vrai avant l'arrivée des frères Freeman et de Jazmine et croit donc à tous les clichés sur les noirs (ils ne peuvent être que musiciens ou sportifs, etc.)
Robert Freeman
Le grand-père de Huey et Riley. C'est un vieil Afro-Américain retraité, ancien militant des droits civiques, qui ne désire qu'une seule chose : vivre tranquillement en regardant la télévision et à l'écart de toute lutte ou polémique. Malheureusement pour lui, il doit s'occuper de ses deux petits-enfants qu'il ne comprend pas toujours et semble parfois un peu dépassé…
Thomas et Sara DuBois
Ce sont les parents de Jazmine. Thomas est noir et Sara est blanche. Ce sont deux avocats appartenant à la bourgeoisie américaine. Ils font tous les deux partie du NAACP et représentent la branche « molle » du mouvement égalitaire noir. Thomas semble un peu léger dans son approche des problèmes raciaux aux États-Unis et représente cette bourgeoisie noire opulente qui a du mal à concevoir les problèmes de la masse derrière eux.
Oncle Ruckus
C'est un ami de Robert, un noir qui ne déteste rien de plus que les noirs, et qui est toujours dithyrambique sur quoi que ce soit qui concerne les blancs en Amérique. Ses propos toujours outranciers en font un personnage comique, caricature des noirs qui ont intégré un mépris de leur être à leur culture. Il prétend avoir contracté « la maladie de Michael Jackson à l'envers », et c'est ce qui lui rendrait la peau noire. Il aimait quand les noirs subissaient l'esclavage aux États-Unis, la ségrégation raciale, et aurait bien voulu tuer Martin Luther King… mais le blanc était mieux placé !

## En anglais
The Boondocks, New York : Three Rivers Press :
1. Because I Know You Don't Read the Newspaper (1999-2000), 2000.
2. Fresh for '01...You Suckas! (2000-2001), 2001.
3. A Right to Be Hostile (1999-2002), 2003.
4. Public Enemy #2 (2002-2004), 2005.
5. All the Rage (2004-2006), 2007.

## En français
The Boondocks, Dargaud (strips de 1999-2001) :
1. Parce que je sais que tu ne lis pas le journal..., 2003.
2. Libérez Jolly Jenkins !, 2003.
3. Je suis presque sûr que Moïse ne portait pas de flingue, 2004.
4. Il me semble que le destin ait un sens de l'ironie, 2004.
5. Ma femme est blanche et elle me déteste, 2006.
6. Meurs, Hollywood !, 2006.

## Documentation
- (en) Kristian Williams, « Repeat Offender », dans The Comics Journal n°290, Fantagraphics, mai 2008, p. 147-150.